# Björnerödspiggen
Der Björnerödspiggen ist ein 222 m hoher Berg in Schweden. Er gehört zur Gemeinde Strömstad in der schwedischen Provinz Västra Götalands län und stellt die höchste Erhebung in der historischen Provinz Bohuslän dar. Über den Gipfel führt der Bohusleden.